# Comuna Ștefănești, Vâlcea
Ștefănești este o comună în județul Vâlcea, Oltenia, România, formată din satele Condoiești, Dobrușa, Șerbănești și Ștefănești (reședința).

## Demografie
Componența etnică a comunei Ștefănești
     Români (96,97%)
     Alte etnii (3,03%)
Componența confesională a comunei Ștefănești
     Ortodocși (96,01%)
     Alte religii (0,45%)
     Necunoscută (3,54%)
Conform recensământului efectuat în 2021, populația comunei Ștefănești se ridică la 3.106 locuitori, în scădere față de recensământul anterior din 2011, când fuseseră înregistrați 3.248 de locuitori. Majoritatea locuitorilor sunt români (96,97%). Din punct de vedere confesional, majoritatea locuitorilor sunt ortodocși (96,01%), iar pentru 3,54% nu se cunoaște apartenența confesională.

## Politică și administrație
Comuna Ștefănești este administrată de un primar și un consiliu local compus din 13 consilieri. Primarul, Sergiu-Adrian Uța[*], de la Partidul Social Democrat, este în funcție din 1 noiembrie 2024. Începând cu alegerile locale din 2024, consiliul local are următoarea componență pe partide politice:
|  | Partid                          | Consilieri | Componența Consiliului | Componența Consiliului | Componența Consiliului | Componența Consiliului | Componența Consiliului | Componența Consiliului | Componența Consiliului | Componența Consiliului |
|  | ------------------------------- | ---------- | ---------------------- | ---------------------- | ---------------------- | ---------------------- | ---------------------- | ---------------------- | ---------------------- | ---------------------- |
|  | Partidul Social Democrat        | 8          |                        |                        |                        |                        |                        |                        |                        |                        |
|  | Partidul Național Liberal       | 3          |                        |                        |                        |                        |                        |                        |                        |                        |
|  | Alianța pentru Unirea Românilor | 1          |                        |                        |                        |                        |                        |                        |                        |                        |
|  | Uniunea Salvați România         | 1          |                        |                        |                        |                        |                        |                        |                        |                        |